# Zdjęcie z krzyża (obraz Rembrandta)
Zdjęcie z krzyża – dwie wersje olejnego obrazu Rembrandta, datowane na lata 1632–1633 i 1634.

## Historia powstania obrazu
Do jednych z najbardziej znanych dzieł w okresie baroku wśród malarzy niderlandzkich należało Zdjęcie z krzyża Rubensa z 1614 roku. Do niego i jego kolejnych wersji porównywano wiele dzieł innych malarzy. Również Rembrandt, dwadzieścia lat później, bez zlecenia, pod wpływem impulsu poszukiwania własnego stylu w dyskusji z wielkim mistrzem stworzył własną wersję wydarzeń wielkanocnych. Pierwsza wersja obrazu powstała w 1633 roku i trafiła w ręce namiestnika, księcia orańskiego Frederika Hendrika. Ten postanowił zlecić malarzowi przyozdobienie swojej rezydencji, pałacu Noordeinde w haskim Starym Dworze. Za namową Constantijna Huygensa mistrz podjął zlecenie i w ten sposób dzieło stało się początkiem cykl pięciu obrazów o tematyce Męki Pańskiej. Rembrandt pisał: 

Mój Panie, Mój miły Panie Huygens! Żywię nadzieję, że Wasza Miłość zechce powiadomić Jego Ekscelencję, iż ze wszystkich sił staram się jak najszybciej ukończyć pracę nad zleconymi mi osobiście przez Jego Ekscelencję trzema obrazami Męki Pańskiej przedstawiającymi Złożenie do grobu, Zmartwychwstanie i Wniebowstąpienie Chrystusa, do których dołączyć można Wzniesienie krzyża i  Zdjęcie z krzyża

## Inspiracja

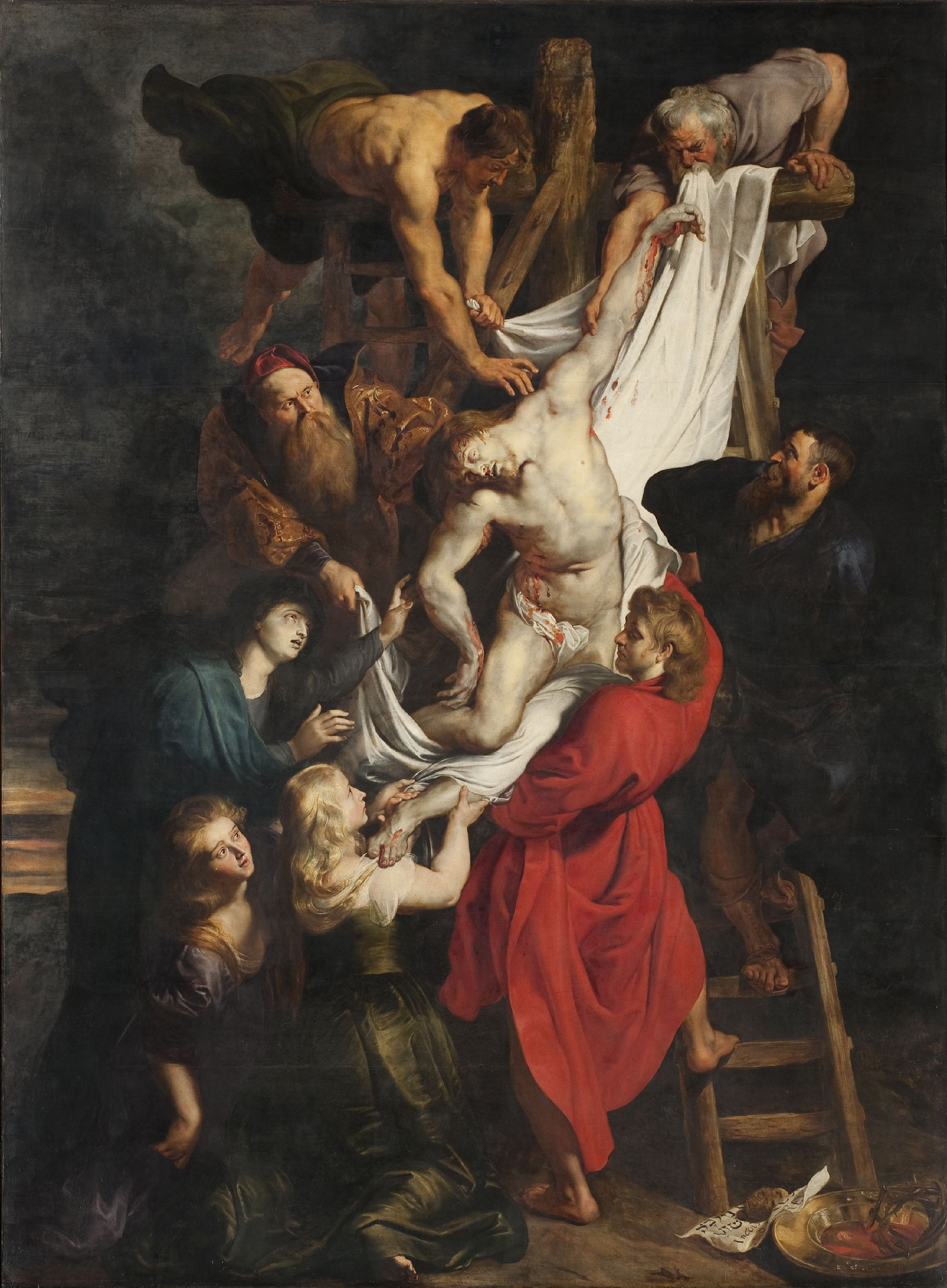
Zdjęcie z krzyża Rubensa

Temat dzieła został zaczerpnięty z Nowego Testamentu z Ewangelii kanonicznych, a szczegóły dotyczące chwili zdjęcia Chrystusa pochodzą z apokryficznej Ewangelii Nikodema oraz ze Złotej legendy. Po ukrzyżowaniu Jezusa, z powodu zbliżającego się święta Paschy, arcykapłani nakazali skrócić męki skazanym poprzez połamanie im goleni. Chrystus zmarł wcześniej, ale dla pewności jego bok został przebity włócznią. Wówczas Józef z Arymatei poprosił radę o wydanie zwłok i zgodę na pochowanie go. Otrzymawszy pozwolenie, wraz z faryzeuszem Nikodemem zdjął ciało z krzyża, a cęgi, gwoździe, którymi przybito Jezusa i młotek stały się częścią „narzędzi Męki Pańskiej”. Prócz wymienionych postaci w ikonografii chrześcijańskiej w tego typu scenach przedstawiano dodatkowo Jana Ewangelistę, Marię Magdalenę i Matkę Boską. Rembrandt wybrał moment zdejmowania ciała z krzyża.

## Opis obrazu
Rembrandt nigdy nie widział oryginału Rubensa; znał go za pośrednictwem ryciny Lucasa Vostermna z 1620 roku i z tego powodu kompozycja Rembrandta stanowi lustrzane odbicia pracy Rubensa. Dzieło było znacznie mniejsze od wersji Rubensa i spełniało funkcje prywatnego obrazu do nabożeństwa. Różnica polega również w sposobie przedstawienia sceny. U Rubensa widz jest wciągany w akcję, a większy nacisk kładziony jest na boską naturę Jezusa przedstawionego jako istota o potężnym muskularnym ciele. U Rembrandta scena rozwija się w głębi obrazu, a głównym punktem jest człowieczeństwo Chrystusa i jego opadające ciało, z którego wydaje się wydobywać światło. Jego blask oświetla najbliższe postacie: twarze dwóch pomocników i mężczyznę w niebieskiej szacie. Uważa się, że postacią w błękicie jest sam Rembrandt, który wciąga siebie w wydarzenia biblijne i śmierć Jezusa. Po prawej stronie przedstawiony został Józef z Arymatei. Jego bogaty strój, turban na głowie i nieruchoma postać kontrastują z pełną dynamiki sceną, której się przypatruje.

## Druga wersja
W 1634 roku Rembrandt stworzył dzieło ujmujące ten sam temat, lecz bogatsze w szczegóły i o znacznie większych rozmiarach. Obraz nie był na sprzedaż aż do czasu bankructwa mistrza w 1656 roku. Podobnie jak w poprzedniej wersji, światło pada od strony opadającego ciała, oświetlając jednak większą część sceny. W jego blasku, prócz trzech mężczyzn zdejmujących ciało Jezusa, widać zebrany tłum, a wśród nich omdlewającą Marię. Na ziemi widoczne są bogate szaty, w które zostaną owinięte zwłoki Chrystusa przed złożeniem do grobu. Tyłem do widza stoi Józef z Arymatei.

## Akwaforty

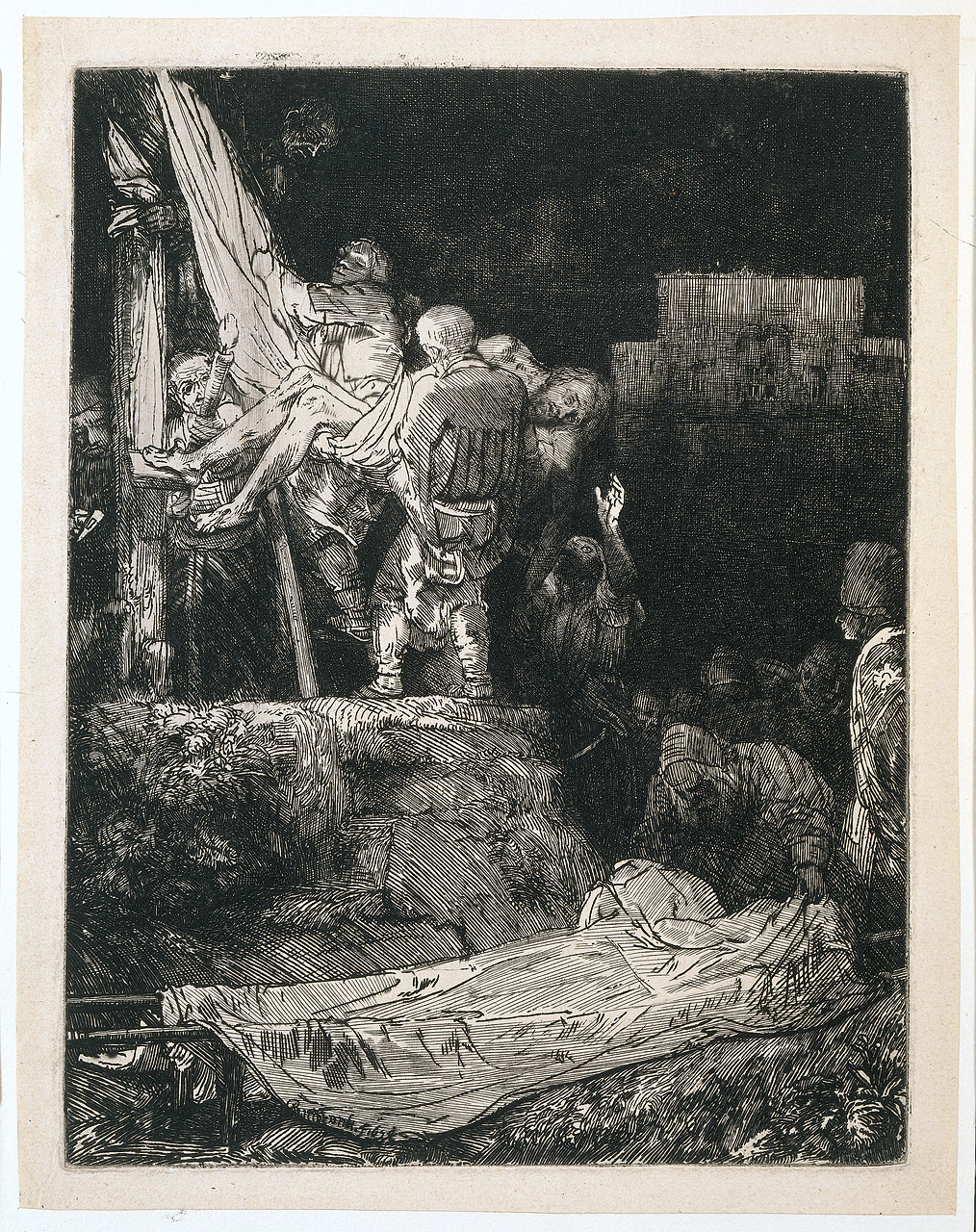
grafika z 1652 roku

W 1635 roku Rembrandt stworzył akwafortę, bardzo zbliżoną kompozycyjnie do pierwszej wersji obrazu, lecz z o wiele bardziej widocznymi szczegółami: z postaciami stojącymi pod krzyżem Nikodemem, Józefem oraz z bogato haftowanym suknem pogrzebowym. W 1654 roku Rembrandt powrócił do tematu Męki Pańskiej i wykonał akwafort znany jako Zdjęcie z krzyża w świetle pochodni. Scena zdejmowania ciała Jezusa przeniesiona jest na lewą stronę, a na pierwszy plan wysuwa się przygotowane miejsce spoczynku i biały całun.